# Средњоштокавски дијалекти
Средњоштокавски дијалекти су дијалекти српског језика који се простиру на територији Косова и Метохије, јужне Србије (укључујући српска насеља у северној Северној Македонији), од албанске границе на потезу Дечани–Призрен до околине Сталаћа и Сокобање, то јест на јужној зони штокавског наречја.
Одликује их екавски изговор.
Средњоштокавски дијалекти су: 
- призренско-јужноморавски (призренско-ђаковички, гњиланско-врањски, лесковачко-алексиначки), један од призренско-тимочких штокавских дијалеката српског језика. Спада у источноштокавске дијалекте, а распрострањен је у јужним деловима Србије, од Метохије до Ниша;
- сврљишко-заплањски (сврљишки, заплањски), један од призренско-тимочких штокавских дијалеката српског језика. Спада у источноштокавске дијалекте, а распрострањен је у делу југоисточне Србије, на подручју Сврљига и Заплања;
- тимочко-лужнички (тимочки, белопаланачко-пиротски, лужнички, власински), један од призренско-тимочких штокавских дијалеката српског језика. Спада у источноштокавске дијалекте, а распрострањен је у делу југоисточне Србије, на подручју Пирота и неких суседних регија.

Простор средњоштокавских дијалеката у српској дијалектологији познат је под именом призренско-тимочка дијалекатска област. Она је специфична по томе што улази у Балкански језички савез. То значи да њени говори имају неких заједничких карактеристика са суседним бугарским и македонским говорима и да су доживели неке процесе који су се десили и у грчком и у албанском језику. Али говори призренско-тимочке зоне од самог почетка су се приметно разликовали од бугарских и македноских говора. У њима су, по правилу, заступљене све штокавске иновације из времена до 14. века.

## Распрострањење
На Косову и Метохији средњоштокавски дијалекат распрострањен је у следећим областима: јужна половина Метохије, Подримље, Призрен и Ораховац, подручје око Приштине и Урошевца, Средачка и Сиринићка жупа, Јањево и Грачаница, новобрдски део те области око Косовске Каменице, Витине, Летнице и Гњилана. У осталим деловима Србије то су подручја у сливовима Јужне Мораве, Белог Тимока и Нишаве.
Градови у којима се користе средњоштокавски дијалекти су: Ниш, Приштина, Пирот, Врање, Лесковац, Призрен, Власотинце, Урошевац, Димитровград, Сврљиг, Алексинац, Лебане, Медвеђа и други.
Овим дијалектима припадају и говори око Карашева у Румунији и говор Свинице у Ђердапу.

## Особине средњоштокавских дијалеката
Старије карактеристике ове говорне зоне укључују све оне иновације које су штокавски говори развијали од 12. века до 14. века 
(тј, дј > ћ, ђ, скј, стј, згј, здј > шт, жд; чр > цр; вə > у; вс- > св и друго). Са тим иду и друге појаве карактеристичне за припадност овог говора штокавском дијесистему (екавска замена јата, лична заменица ја у општем падежу, заменице шта и што, 1. лице јед. презента се завршава на -ем, у 3. лицу јед. одсуство -т на крају...
Заједничке особине средњоштокавских дијалеката:
Поред балканизама (уклањање тонских и квантитативних опозиција у прозидији, аналитичка деклинација и компарација, нестанак инфинитива, удвајање објекта, граматикализација чланске морфеме) заједничке, важније особине су:
- удвајање облика личне заменице ја (мене ме),
- суфикс -отина, који је изведен од апстрактних именица и придева (лепотина, лошотина) односно његова френквенција. Он се појављује и у неким примерима других штокавских говора као на пример голотина...